# Hồ chứa nước Oskil
 Hồ chứa nước Oskil (tiếng Ukraina: Оскільське водосховище; tiếng Nga: Оскольское водохранилище), nằm trên sông Oskil, tồn tại ở tỉnh Kharkiv của Ukraina trong giai đoạn 1957-2022. Tên cũ là Hồ chứa Chervony-Oskil.
Hồ chứa Oskil có thể tích 474,3 triệu m³, diện tích 122,6 km². Chiều dài của hồ là 84,6 km, chiều rộng trung bình là 1,6 km và chiều rộng tối đa là 4,0 km. Hồ chứa nằm ở các huyện Izyum và Kupyansk của tỉnh Kharkiv. Đập hồ chứa dài 1025 mét, nằm ở làng Oskil. Nhà máy thủy điện Oskil từng hoạt động tại hồ chứa.

## Lịch sử
Việc xây dựng hồ chứa nước bắt đầu vào năm 1957. Ngày 6 tháng 12 năm 1957, việc xây dựng đập hồ chứa được hoàn thành tại làng Oskil, cách cửa sông Oskil 10 km. Việc tích nước của hồ chứa bắt đầu vào tháng 3 năm 1958 và tiếp tục cho đến mùa xuân năm 1959. Mặc dù hồ chứa nước được sử dụng cho nhu cầu của các khu vực xung quanh và cho hoạt động của nhà máy thủy điện Oskil, nhưng mục đích chính của hồ chứa nước là để cung cấp nước cho kênh đào Siverskyi Donets-Donbas vào mùa hè. Kênh đào này được xây dựng trước năm 1959 để cung cấp nước cho Donbas vào mùa hè. Kênh tiêu thụ nhiều nước hơn so với lưu lượng bình thường của toàn bộ Siverskyi Donets trong những năm khô hạn, do đó nhằm điều hoà tiêu thụ nước, hồ chứa Oskil tích trữ nước từ mùa xuân để cung cấp cho kênh. Việc xả nước từ hồ chứa nước Oskil được đồng bộ với hoạt động của kênh đào. Đến năm 1982, giai đoạn một của kênh đào Dnepr-Donbas được hoàn thành, nhằm cung cấp nước sông Dnepr cho sông Siverskyi Donets. Kể từ đó đó, vai trò của hồ chứa nước Oskil giảm đi, nhưng nó vẫn là một phần của hệ thống thủy lực của kênh đào Siverskyi Donets-Donbas.
Trong cuộc xâm lược của Nga năm 2022, vào khoảng ngày 2 tháng 4, nhà máy thủy điện Oskil bị nổ tung.

## Thông số
- Mức nước thông thường - 72,5 m;
- Mức nước cưỡng bức - 74,8 m;
- Mức nước chết - 65,5 m;
- Tổng thể tích - 435,1 triệu m³;
- Thể tích hữu ích - 409,0 triệu m³;
- Diện tích 12.300 ha;
- Chiều dài - 139 km;
- Chiều rộng trung bình - 0,88 km;
- Chiều rộng tối đa - 0,50 km;
- Độ sâu trung bình - 3,88 m;
- Độ sâu tối đa là 10,50 m.
- Diện tích lưu vực là 14.700 km²

## Công trình
- Đập đất đắp bờ tả dài 570 m, cao 20 m, rộng 10 m.
- Đập đất đắp bờ hữu dài 360 m, cao 11 m, rộng 10 m.
- Đập tràn bê tông năm nhịp, mỗi nhịp rộng 12 m, có âu thuyền cao 9,25 m;
- Tòa nhà nhà máy thủy điện rộng 18,5 m, lắp đặt hai tổ máy thủy điện với công suất 3,14 MW.

## Sử dụng
Hồ chứa nước Oskil được sử dụng để cung cấp nước phục vụ sinh hoạt và công nghiêp cho Donbas, cung cấp nước tưới tiêu và nông nghiệp, cấp nước cho các con sông, thủy điện, cũng như thủy sản. Ví dụ, vào đầu tháng 11 năm 2021, 28.800 mẫu cá hai tuổi với tổng trọng lượng 3,2 tấn được thả vào hồ chứa. Đồng thời, sự cư trú của các nguồn sinh vật dưới nước diễn ra đối nghịch với việc sử dụng nước của con người, có một trang trại nuôi cá hàng hóa đặc biệt thực thi hoạt động đánh bắt trong hồ chứa Oskil, - điều này được Cơ quan Nghề cá Nhà nước Ukraine báo cáo .

## Khu định cư ngập nước
Trong số những ngôi làng bị ngập có: Pavlykivka, Radkivka và những ngôi làng khác. Một số ngôi làng đã được di chuyển khỏi vùng ngập lũ với việc giữ nguyên các tên cũ nhue Komarivka, Horokhovatka.